# Fern
Fern ist ein weiblicher Vorname.

## Herkunft und Bedeutung
Fern kommt aus dem Englischen und bedeutet Farn. Es war im 19. Jahrhundert als Vorname in den USA und Großbritannien verbreitet.

## Namensträgerinnen
- Fern Andra (bürgerlicher Name: Vernal Edna Andrews;  1893–1974), US-amerikanische Schauspielerin, Regisseurin, Drehbuchautorin und Filmproduzentin
- Fern Brady (* 1986), schottische Komikerin, Podcasterin und Autorin